# Étienne Cabet
Pour les articles homonymes, voir Cabet.
Étienne Cabet, né le 1er janvier 1788 à Dijon et mort le 9 novembre 1856 à Saint-Louis (Missouri), est un penseur politique français qui sera le premier, en 1840, à se définir comme « communiste ». Il prône une forme de communisme chrétien. Karl Marx et Friedrich Engels le classent parmi les socialistes utopiques auxquels ils opposent leur théorie du socialisme scientifique. Il est notamment connu pour avoir écrit Voyage en Icarie (1840), description d'une cité idéale, et avoir fondé en 1848 une communauté utopique nommée Icarie, sur les bords de la rivière Rouge au Texas.

## Biographie

### Les chemins de la politique
Fils d'un maître-tonnelier dijonnais, Étienne Cabet entreprend des études de droit après avoir été un moment enseignant. Devenu avocat, il plaide sans grand enthousiasme, semble-t-il : il s’intéresse en effet surtout à la politique. Ses prises de position en faveur de Napoléon pendant les Cent-Jours (1815) le contraignent à fuir sa ville natale pour se réfugier à Paris. Grâce à ses relations et à ses lectures, il se forge peu à peu une doctrine, qu’il expose par la suite dans de nombreuses publications.

### L'opposant politique (1815-1839)
Il ne cesse dès lors de s’opposer par la parole et par l’écrit à la monarchie restaurée de Louis XVIII, puis de Charles X. Il adhère bientôt à la charbonnerie, une société d’entraide secrète assez semblable à la franc-maçonnerie par son organisation et ses buts. Ses qualités et son zèle lui valent de se voir confier un rôle de dirigeant.
Il participe activement à l'insurrection de juillet 1830. Il devient, pour peu de temps, secrétaire du ministre de la Justice Dupont de l'Eure, puis est nommé procureur général à Bastia. Dans cette fonction, il se distingue en défendant de nombreux accusés politiques et en professant des idées estimées trop démocratiques par le pouvoir, ce qui lui vaut d’être révoqué le 9 mai 1831.
Élu député de la Côte-d'Or en juillet 1831, il fonde en septembre 1833, Le Populaire, un journal ultra-démocratique dans lequel il attaque avec violence le gouvernement de Louis-Philippe. Interdite deux ans plus tard, la publication reparaît en mars 1841, encore plus virulente que dans la première version.
Condamné en 1834 à deux ans de prison pour délit de presse, il préfère se réfugier en Angleterre, où il fréquente notamment Martin Nadaud (1815-1898), le maçon de la Creuse en passe de devenir député. Grâce à l’apport de ce dernier et de réformistes anglais, dont Robert Owen (1771-1858), philanthrope communisant, il poursuit sa formation politique. Lors de ce séjour, il découvre également les conditions déplorables dans lesquelles travaillent les ouvriers dans les usines britanniques, conditions qu'Engels dénoncera dans La Situation de la classe laborieuse en Angleterre, en 1845.
De retour en France en 1839, Étienne Cabet reprend son combat par la parole et par l’écrit.

### L’apôtre de la cité du bonheur (1842-1856)

#### Voyage en Icarie
Sous le titre de Voyage en Icarie, il publie en 1842 le plan d'une utopie communiste, la cité idéale d'Icarie. Élaboré en Angleterre et d’abord publié sous un pseudonyme en 1840, le livre connaît un succès immédiat en France et est plusieurs fois réédité. Dans sa préface, Cabet le présente comme « un véritable traité de morale, de philosophie, d'économie sociale et politique », qu'il invite ses lecteurs à « relire souvent et étudier ».

#### Les débuts de la colonie d'Icarie (1847-1848)
Le 10 octobre 1847, environ 150 personnes réunies dans les locaux du journal Le Populaire votent l’Acte de Constitution d’Icarie, élisent comme président Étienne Cabet et établissent le « bureau de l’immigration Icarienne » dans ces locaux. En décembre, Charles Sully est envoyé comme éclaireur pour préparer le terrain situé sur les rives de la Red River non loin de la ville de Cross Timbers au Texas. Le 3 février 1848, 69 colons dirigés par Adolphe Gouhenant embarquent sur le Rome au port du Havre.
Ils n’arrivent sur leur terrain qu’en juin 1848 après une longue et pénible marche parce que la Red River n’est pas navigable jusqu’à Cross Timber. Là, ils tentent d’organiser leur communauté mais sont vite découragés par le climat malsain : plusieurs colons y meurent à cause de la fièvre paludique. Ils décident donc de se rendre en Nouvelle-Orléans où, après avoir rencontré d’autres colons Icariens embarqués le 15 octobre, le 2 et le 12 novembre à Bordeaux qui sont dans une situation identique à la leur, ils votent la dissolution de la communauté icarienne.

#### La reprise en main par Cabet (1849-1856)
Cabet, dès son arrivée à La Nouvelle-Orléans le 19 janvier 1849, tente de reprendre les choses en mains ; il convoque une assemblée générale grâce à laquelle il arrive à convaincre 280 hommes, 74 femmes et 64 enfants sur un total de 485 colons à poursuivre l’aventure icarienne. C’est ainsi que le premier mai 1849 les colons arrivent dans l’Illinois à la ville de Nauvoo fondée en 1840 par les Mormons que ces derniers avaient abandonnée à partir de 1846 à la suite de persécutions. Le climat est sain et les terres sont fertiles. Pendant l’assemblée générale du 21 février 1850, les colons votent la constitution définitive de la communauté Icarienne. La communauté prospère et les colons, français comme américains affluent jusqu’en décembre 1855.
Mais une crise interne due à l’insurrection de plusieurs colons, qui jugent Cabet trop autoritaire et le système qu’il a mis en place liberticide, se résout par le départ de Cabet en octobre 1856, accompagné de 75 hommes, 47 femmes et 50 enfants, pour Saint-Louis dans le New Bremen. C’est là, peu après leur installation, que Cabet meurt d’une attaque cérébrale en 1856.

#### Icarie après Cabet (1856-1886)
Mercadier, qui est élu président afin de lui succéder, décide de quitter Saint-Louis en mai 1858 pour installer la communauté à Cheltenham, un quartier de Saint-Louis, où elle prospère jusqu’en 1863 quand les colons, ruinés par la Guerre de Sécession, doivent prononcer sa dissolution.
J.-B. Gérard, qui avait succédé à Cabet dans la ville de Nauvoo décide en 1857, alors à la tête de 240 colons, d’installer la communauté à Corning dans l’Iowa sur les rives de la Nodaway. Certains décident alors de retourner en France, d’autres de rester à Nauvoo en abandonnant la communauté et d’autres encore suivent Gérard. En 1863, la communauté icarienne de Corning n’est plus composée que de soixante personnes mais sa prospérité et sa bonne productivité attirent de nombreux nouveaux et anciens colons.
En 1876, un nouveau conflit interne éclate quand le parti des Jeunes Icariens, progressistes et révolutionnaires, accuse ce qu’il appelle la « Vieille Icarie » d’être trop conservatrice et routinière. Deux ans plus tard, la Cour de justice du comté règle cette affaire en prononçant la dissolution de la communauté.
En janvier 1883, le parti de la Jeune Icarie fonde en Californie la communauté Icaria Speranza qui est dissoute le 3 août 1886 par une Cour locale. La Vieille Icarie, quant à elle, reste sur le même terrain en rebaptisant la communauté « Icaria ». Elle existe jusqu’au 16 février 1895 lorsqu’elle doit prononcer sa dissolution, faute de nouveaux colons pour assurer la production.

## La société idéale dans leVoyage en Icarie

### Une république communautaire
Les malheurs de l'humanité sont dus, selon Cabet, à la « mauvaise organisation de la Société », résultant dans son « vice principal », l'« Inégalité ». La première partie de Voyage en Icarie décrit un jeune aristocrate anglais découvrant sur l'île Icaria une « grande Nation organisée en Communauté », une république — mais Cabet précise dans sa préface qu'il s'agit là d'une res publica au sens large : « Une Monarchie réellement représentative, démocratique, populaire, peut être mille fois préférable à une République aristocratique », explique-t-il. La deuxième partie de l'ouvrage, plus didactique, explique comment la transition s'est effectuée, d'une « grande et vieille Nation » en une « Communauté », grâce à un « Régime transitoire » démocratique. Cabet expose les théories et les doctrines du régime communautaire.
Selon Cabet, les communistes sont les disciples, les imitateurs et les continuateurs de Jésus-Christ et des premiers chrétiens, qui avaient eux-mêmes renoncé à la propriété individuelle. Cabet propose de revenir à ce communisme primitif en éliminant d’abord ce qu'il voit comme la principale cause de la décadence actuelle, l'« Inégalité » :
- « […] L'inégalité de fortune, la propriété et la monnaie, enfantent les privilèges et l'aristocratie, puis l'opulence et la misère, puis la mauvaise éducation, puis la cupidité et l'ambition, puis tous les vices et tous les crimes, puis tous les désordres et le chaos, puis toutes les calamités et toutes les catastrophes. Oui, examinez, réfléchissez, remontez, dans toutes les sociétés, à l'établissement de la propriété et de la monnaie, et surtout de l'illégalité illimitée de fortune, remontez de faits en faits, d'événements en événements, d'institutions en institutions, de législateurs en législateurs, de causes secondes en causes premières, de conséquences en principes, de nécessités en nécessités, de jour en jour et de siècle en siècle : vous trouverez toujours et partout, pour cause unique du mal, opulence et misère !
- Et par conséquent le remède, l'unique remède du mal, c'est la suppression de l'opulence et de la misère, c'est-à-dire l'établissement de l'égalité, de la communauté de biens et d'une bonne éducation. […]
- Avec la communauté, plus de pauvres ni d'oisifs ; plus de crimes ni de supplices, plus d'impôts ni de police, plus de contestations ni de procès, plus d'inquiétudes ni de soucis ; tous les citoyens amis et frères ; tous non seulement heureux, mais également heureux ! »

### Comment y parvenir?
- « — Est-il possible de substituer brusquement la communauté au système de l'inégalité et de la propriété ? — Non ; un régime transitoire est indispensable.

— Quel régime transitoire ? — Un régime qui, tout en maintenant la propriété, détruise le plus tôt possible la misère et progressivement l'inégalité de fortune et de pouvoir ; qui forme, par l'éducation, une et plusieurs générations pour la communauté ; qui donne d'abord la liberté de discussion et d'association, et qui donne aussi le suffrage universel.
— Pourquoi ne pas supprimer tout de suite la propriété ? — Parce que les propriétaires n'y consentiraient pas, et qu'il faut à tout prix éviter la violence ; parce que d'ailleurs il est matériellement impossible d'exécuter instantanément les travaux nécessaires pour la communauté.
— Quelle est la durée de ce régime transitoire ? — 30, ou 50, ou 100 ans, suivant les pays.
— C'est bien long ! — C'est vrai ; mais il est absolument impossible de faire autrement ; et d'ailleurs le bonheur se fera sentir de suite et croîtra chaque jour, dès qu'on aura adopté le système transitoire et le principe du système de la communauté. […] »
- Contrairement à Charles Fourier qui refuse la société industrielle, Cabet envisage

« […] une communauté où les machines joueraient le rôle des travailleurs et où l'homme serait affranchi de tout esclavage. »

- L'Icarie, selon Cabet, est une République basée sur le suffrage universel, qui établit une planification annuelle de la production, réglementant toutes les activités. La structure en est rigoureusement égalitaire :

« Comme tout le monde ne peut être médecin, pour que les uns veuillent être cordonniers, il faut que les cordonniers soient aussi heureux et contents que les médecins. »

### Lacité idéaleselon Cabet
- Icaria, la capitale de la communauté d’Icarie comptant un million d’habitants, est une ville circulaire à l’architecture géométrique. La traverse un fleuve absolument rectiligne. Également tracées au cordeau, les rues sont bordées de 16 maisons de chaque côté avec un édicule public au milieu et à chacune des extrémités. Impeccablement propre, la cité ne comporte ni café ni hôtel particulier, mais seulement des bâtiments à usage collectif, dont une bibliothèque aux ouvrages soigneusement choisis.
- La communauté possède sa propre langue « parfaitement rationnelle, régulière et simple, qui s'écrit comme elle se parle, et se prononce comme elle s'écrit ; dont les règles sont en très petit nombre, et sans aucune exception ; dont tous les mots, régulièrement composés d'un petit nombre de racines seulement, ont une signification parfaitement définie, et dont l'étude est si facile qu'un homme quelconque peut l'apprendre en quatre ou cinq mois. » Préfiguration, un demi-siècle avant Zamenhof, de l'invention de l'espéranto[10].
- Placés en épigraphe de Voyage en Icarie, quatre principes de base organisent la vie des citoyens : 1- Vivre ; 2- Travailler ; 3- Donner selon ses forces ; 4- Recevoir selon ses besoins. Son principe de base « À chacun suivant ses besoins. De chacun suivant ses forces » est repris de celle de Louis Blanc —dans L'organisation du travail (1839) sous la forme « De chacun selon ses facultés, à chacun selon ses besoins »— et sera repris par Karl Marx dans son livre L'Idéologie allemande sous la formule « De chacun selon ses capacités, à chacun selon ses besoins. »
- L’État possédant les moyens de production et de distribution ainsi que les biens meubles et immeubles, le commerce de détail et la monnaie sont bannis et la base de la communauté est une égalité parfaite où tous sont associés.
- La scolarisation permet de former les jeunes membres de la collectivité et un système de soins gratuits garantit la santé. Des cours d’accouchement sont dispensés en présence des maris. À la seule condition d’en avoir les capacités, les femmes peuvent exercer toutes les professions, dont les médicales.
- Conséquences logiques : tous les individus et tous les métiers se valent ; l’éducation se passe d’émulation et de punition ; en l’absence de prisons et de tribunaux, le mépris public sanctionne un éventuel coupable, lequel est incité à pratiquer l’autocritique. Détails pratiques et significatifs : le mobilier de chaque maison est identique, les vêtements uniformes sont définis selon l’âge, la fonction et le sexe, et sont élastiques pour convenir à plusieurs tailles. Chacun reçoit la même nourriture, préparée dans des cuisines collectives selon des normes diététiques établies par un comité de spécialistes.

Enfin, précise Cabet : « La passion aveugle pour la liberté est une erreur, un vice, un mal grave. »
Ce qui prime, c’est l’intérêt supérieur de la communauté auquel doivent se soumettre toutes les volontés et toutes les actions.

## Publications d'Étienne Cabet

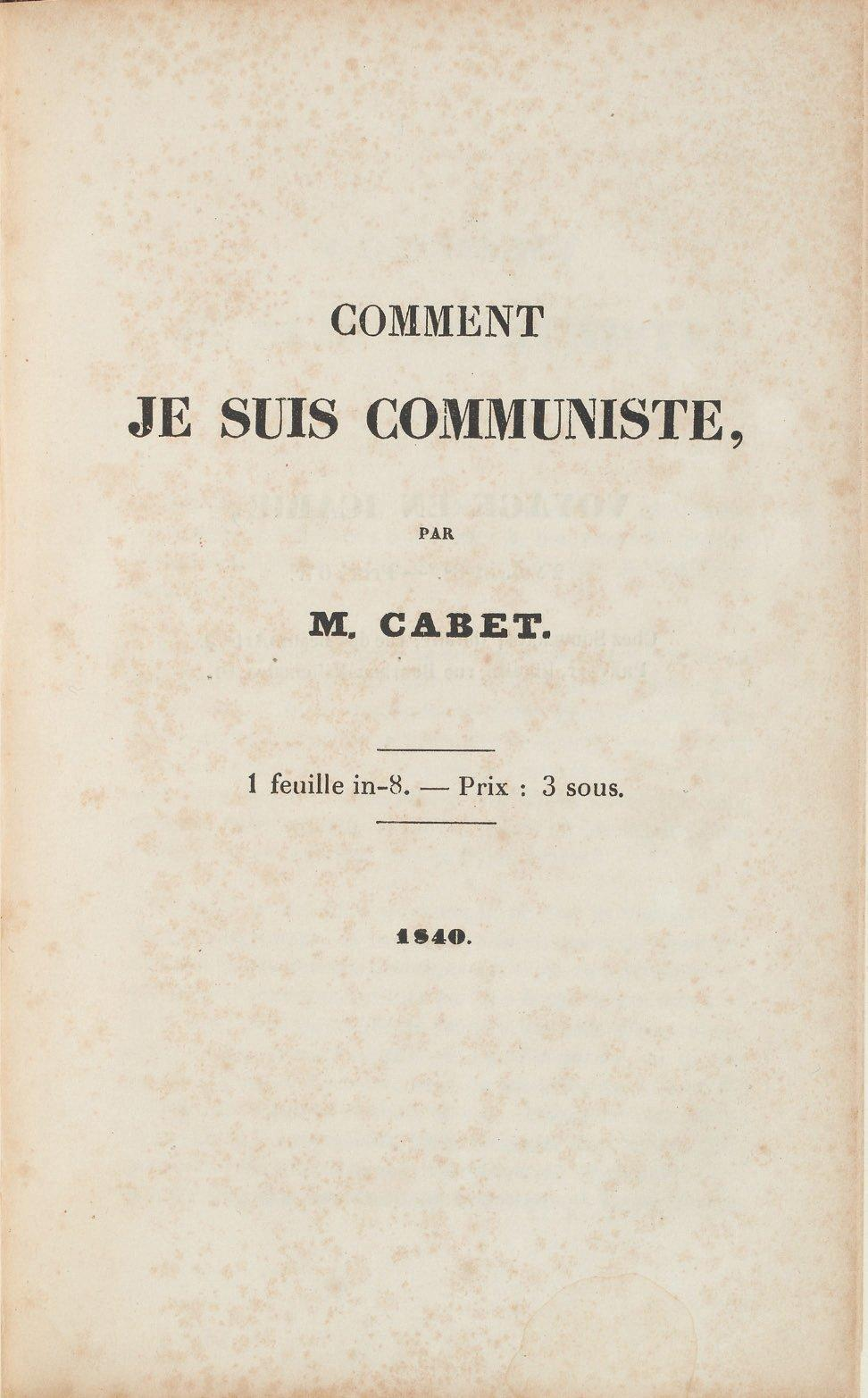
Comment je suis communiste, 1840, couverture.

- Histoire de la Révolution de 1830 et situation présente expliquée et éclairée par les révolutions de 1789, 1792, 1799, 1804 et par la Restauration, 1832
- Voyages et aventures de Lord William Carisdall en Icarie, 1839 (publié sous un pseudonyme)
- Comment je suis communiste, 1840
- Histoire populaire de la Révolution française de 1789 à 1830, 1840
- Voyage en Icarie, 1842 ; rééd. Paris, Dalloz, 2005, 620 p.
- Bombardement de Barcelone, ou voilà les Bastilles ! histoire de l'insurrection et du bombardement, 1843
- Procès du communisme à Toulouse, 1843
- État de la question sociale en Angleterre, en Écosse, en Irlande et en France, Paris, Bureau du Populaire, 1843 (en ligne sur Gallica)
- La Femme, son malheureux sort dans la société actuelle, son bonheur dans la communauté, 1844
- L’Ouvrier, ses misères actuelles, leur cause et leur remède, son futur bonheur dans la communauté, moyens de l’établir, 1846 (éd. 1844 en ligne sur Gallica)
- Le Vrai Christianisme suivant Jésus-Christ, 1846
- Réalisation de la communauté d’Icarie, 1847